# Larks' Tongues in Aspic (brano musicale)
Larks' Tongues in Aspic è un brano musicale del gruppo musicale britannico King Crimson, uscito nell'album Larks' Tongues in Aspic (1973).

## La canzone
La canzone, dai toni epici, è divisa in due parti: la prima all'inizio e la seconda alla fine dell'album: la prima parte inizia con una lunga introduzione di percussione realizzata da Jamie Muir per poi passare successivamente a una sezione hard rock alla quale provvede Robert Fripp. Dopo alcuni minuti il violino di David Cross diventa più prominente fino all'inizio della successiva Book of Saturday. La seconda parte della canzone è invece caratterizzata dalla chitarra e richiama alcuni spezzoni provenienti dalla prima parte.

## Formazione
- David Cross – violino, viola, mellotron
- Robert Fripp – chitarra
- John Wetton – basso
- Bill Bruford – batteria
- Jamie Muir – percussioni

## Cover dei Dream Theater
Nel 2009 il gruppo musicale progressive metal statunitense Dream Theater realizzò una cover della seconda parte di Larks' Tongues in Aspic, la quale è stata pubblicata il 16 giugno 2009 come il quinto singolo estratto dall'edizione deluxe del decimo album in studio Black Clouds & Silver Linings.

### Tracce
1. Larks Tongues in Aspic Pt. 2 – 6:32

### Formazione
Gruppo
- John Petrucci – chitarra
- John Myung – basso
- Jordan Rudess – tastiera, continuum
- Mike Portnoy – batteria, percussioni

Altri musicisti
- Jerry Goodman – violino